# Паркер (Пенсилванија)
Паркер (енгл. Parker) град је у америчкој савезној држави Пенсилванија. По попису становништва из 2010. у њему је живело 840 становника.

## Демографија
Према попису становништва из 2010. у граду је живело 840 становника, што је 41 (5,1%) становника више него 2000. године.
| Група             | 2000.       | 2010.       |
| Белци             | 784 (98,1%) | 829 (98,7%) |
| Афроамериканци    | 15 (1,9%)   | 3 (0,4%)    |
| Азијати           | 0 (0,0%)    | 0 (0,0%)    |
| Хиспаноамериканци | 0 (0,0%)    | 4 (0,5%)    |
| Укупно            | 799         | 840         |